# Atalante

Logotipo da organização

Atalante é um grupo de extrema-direita e nacionalista branco com base em Cidade de Quebec, Canadá. Seu líder e fundador é Raphaël Lévesque (apelido Raf Stomper), vocalista da banda skinhead de Quebec Légitime violence e líder do anterior grupo skinhead (cabeça de pele) de supremacia branca Les Stompers (em inglês: The Stompers).
O nome do grupo vem de uma fragata francesa que foi afundada pelos britânicos na Batalha de Neuville em 1760, durante a Guerra dos Sete Anos.

## Ideologia
A ideologia do Atalante é descrita como neo-fascista, com elementos de nacionalismo revolucionário, anticapitalismo, islamofobia e anticomunismo. O grupo se inspira principalmente no filósofo neofascista italiano Julius Evola e nos pensadores da Revolução Conservadora.
O Atalante Quebec promoveu comícios anti-imigração e afixou adesivos. Também distribui comida em bairros carentes de Cidade de Quebec, mas, segundo um comunicado de 2017, apenas para pessoas de "origem neofrancesa".
O lema do grupo é "Exister, c'est combattre ce qui me nie" (em inglês: To exist is to fight that which denies me), frase de Dominique Venner.

## História
Em 1º de julho de 2017 (150.º aniversário do Canadá), o Atalante manifestou-se em frente ao edifício da Radio-Canada em Cidade de Quebec.
Em agosto de 2017, o grupo afixou faixas anti-imigração em Cidade de Quebec, incluindo uma com a hashtag #remigração, pedindo o retorno de imigrantes e descendentes aos países de origem. Na noite de 21 de agosto, instalou faixas em Montreal, inclusive no Estádio Olímpico, contra uma onda de solicitantes de asilo dos Estados Unidos.
Em setembro de 2017, afixou cartazes denunciando o suposto marxismo cultural na Universidade Laval e no Cégep Garneau.
Em novembro de 2017, participou de protesto com La Meute e Storm Alliance, exibindo a faixa "Le Québec aux Québécois" (em inglês: Quebec for Quebecers).
Em 23 de maio de 2018, membros entraram nos escritórios da Vice em Montreal, mascarados, intimidando o jornalista Simon Coutu. Em 18 de junho de 2018, Raphaël Lévesque foi preso em conexão com o episódio. Libertado no mesmo dia mediante compromisso de comparecimento, devia apresentar-se ao Palais de justice em Montreal para julgamento por arrombamento, vandalismo e intimidação, mas não compareceu, adiando a audiência para 28 de setembro de 2018. Em 10 de junho de 2020, Lévesque foi absolvido de todas as acusações.
Em 19 de dezembro de 2018, um coletivo anônimo antifascista publicou lista de membros, revelando ligações com o neofascista italiano CasaPound e o francês Social Bastion.